# Голенищево (Каменец-Подольский район)
Голенищево (укр. Голенищеве) — село в Каменец-Подольском районе Хмельницкой области Украины.
Население по переписи 2001 года составляло 398 человек. Почтовый индекс — 31611. Телефонный код — 3859. Код КОАТУУ — 6825281601.

## Местная власть
31614, Хмельницкая обл., Каменец-Подольский р-н, пгт Закупное, ул. Центральная, 9